# Biagio Conte (Missionar)

Fratel Biagio Conte (2018)

Biagio Conte (* 16. September 1963 in Palermo; † 12. Januar 2023 ebenda) war ein italienischer Laienmissionar. Er gründete die Missione di Speranza e Carità, um auf Armut und Ausgrenzung in seiner Heimatstadt aufmerksam zu machen.

## Leben
Biagio Conte, Sohn eines Bauunternehmers, wurde im Alter von drei Jahren in eine Nonnenschule in die Schweiz gebracht, kam im Alter von neun Jahren nach Palermo zurück und war dann vier Jahre lang in der Schule San Martino delle Scale eingeschrieben. Im Alter von 16 Jahren verließ er die Mittelschule und begann in der Baufirma seiner Familie zu arbeiten. 1983 verließ er seine Familie und ging nach Florenz. Im Mai 1990 entschloss er sich, als Einsiedler zu leben. Er zog sich in die Berge des sizilianischen Hinterlandes zurück und unternahm eine Wanderung nach Assisi.
Nach seiner Rückkehr nach Palermo war er zunächst aktiv, um den Obdachlosen des Hauptbahnhofs von Palermo Trost zu bringen, wofür er in verschiedenen Protesten kämpfte. Er nutzte einige Räume in der Via Archirafi, in denen er 1993 die Missione di Speranza e Carità gründete.
2015 nahm er an der Parade des Palermo-Pride teil, der jährlichen Stadtveranstaltung zugunsten der LGBT-Rechte, um den Teilnehmern eine Botschaft des Friedens und der Brüderlichkeit zu vermitteln.
Nach dem Tod einiger Obdachloser auf den Straßen von Palermo entschied er sich 2018, als Zeichen des Protestes gegen die Armut auf der Straße unter den Portiken des Palazzo delle Poste centrale zu schlafen und begann einen zehntägigen Hungerstreik. Später finanzierte die Region den Ausbau der Via Decollati-Mission.
Im Januar 2014 berichtete Biagio Conte, der aufgrund seiner Anstrengungen in der Mission jahrelang wegen seiner zerquetschten Wirbel auf einen Rollstuhl angewiesen war, während einer Wallfahrt nach Lourdes auf medizinisch nicht erklärbare Weise von seinem Leiden geheilt worden zu sein.
Zwischen 2014 und 2015 wurde der Film Biagio von Pasquale Scimeca aus Palermo produziert, der in einer Rückblende Leben und Wirken von Conte erzählt.
Biagio Conte starb im Januar 2023 im Alter von 59 Jahren an den Folgen eines Darmtumors. Die Beisetzung fand unter großer Anteilnahme der Bevölkerung in der Kathedrale von Palermo statt und wurde von Erzbischof Corrado Lorefice zelebriert.

## Schriften
- Il viaggio della „speranza“ affinché l'uomo possa migliorare. o. V., Palermo 1991, OPAC der it. Nationalbibliothek.
- Il cammino della speranza. Grafill, Palermo 1995,  OCLC 955010909.
- mit Giacomo Pilati: La città dei poveri. La mia vita per gli ultimi. Il Pozzo di Giacobbe, Trapani 2006, ISBN 88-87324-80-8.

## Filmografie
- Biagio., regia di Pasquale Scimeca, Italia, 2014